# Гавришкевич, Сильвестр

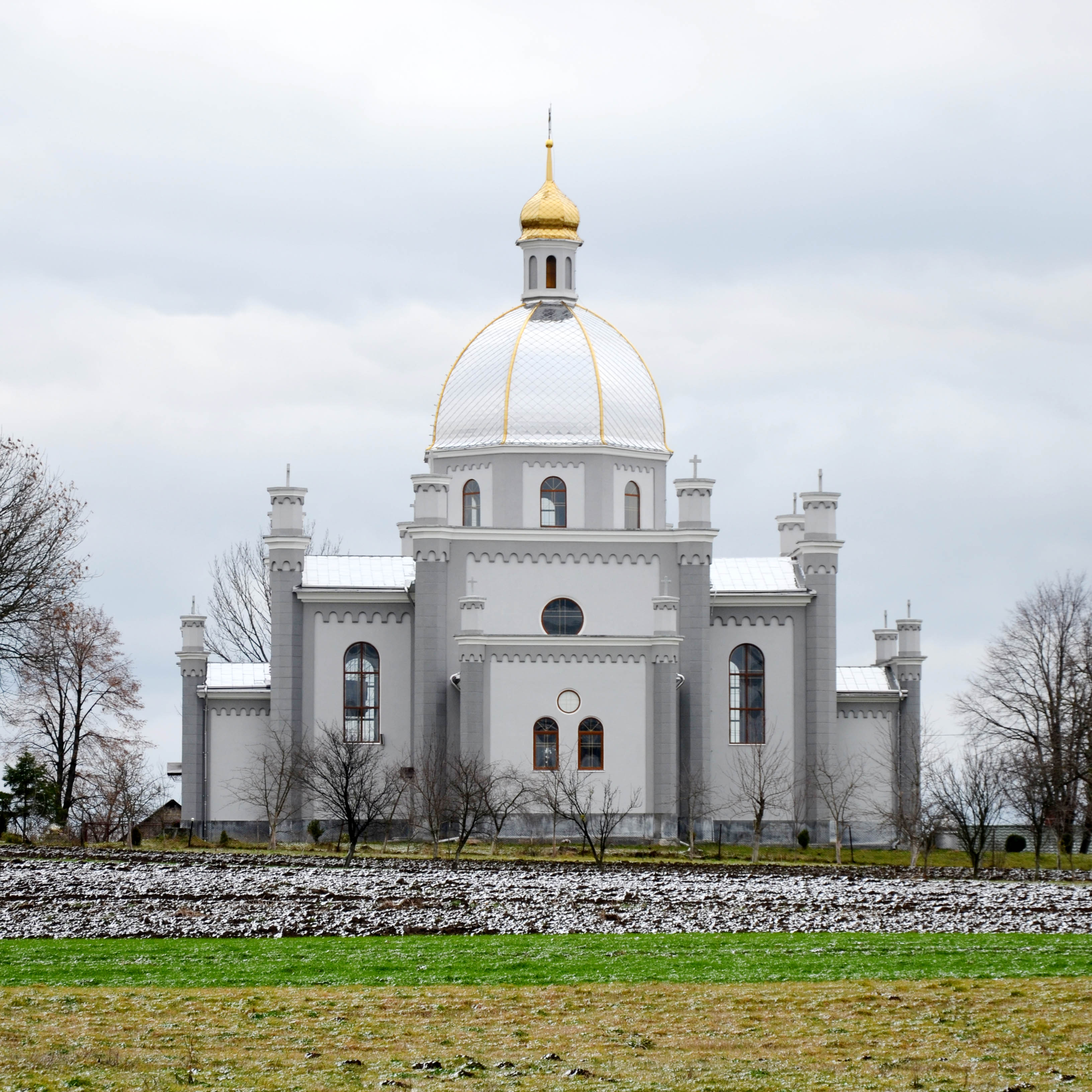
Церковь Положения пояса Пресвятой Богородицы, Мацошин

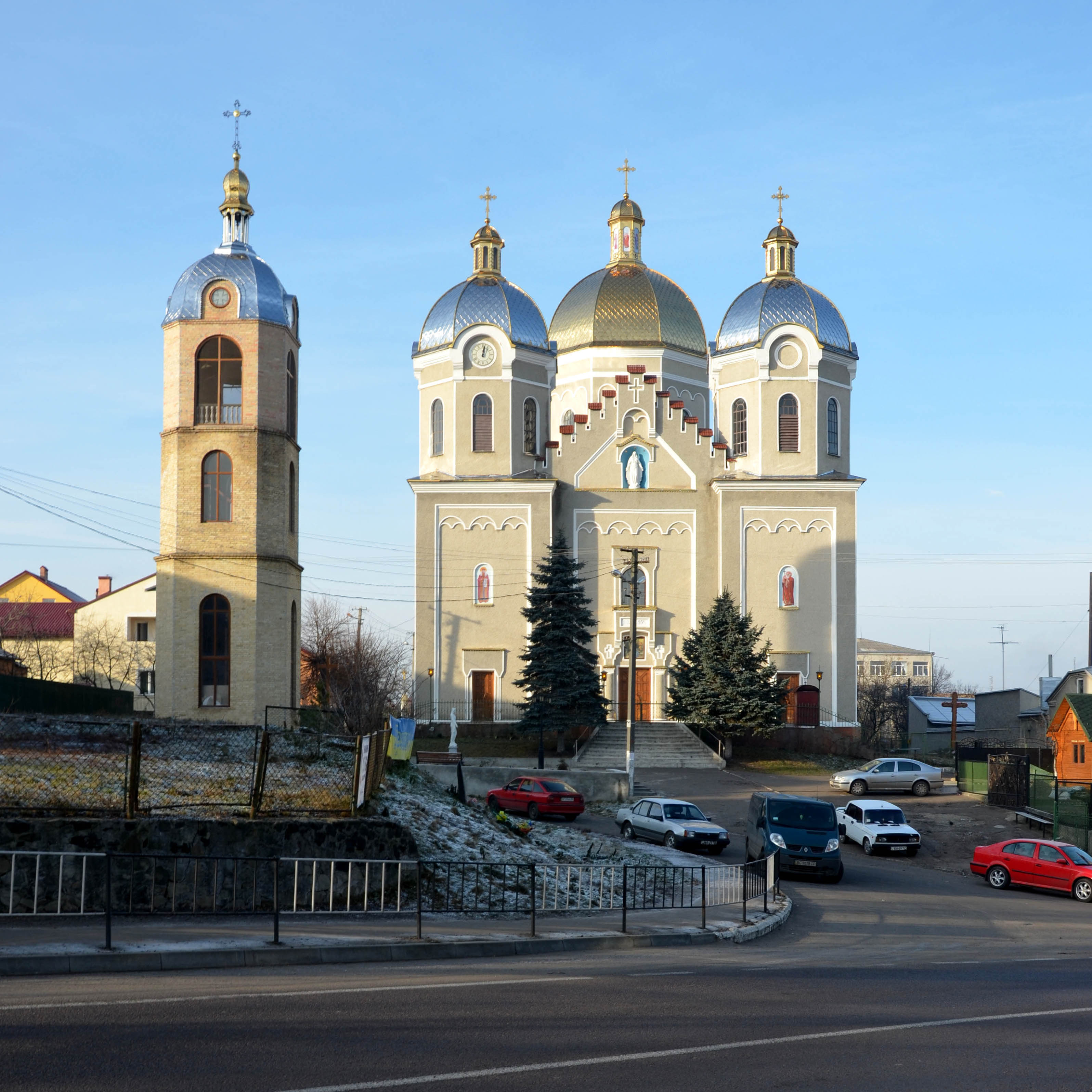
Церква Успения, Куликов

Сильвестр Гавришкевич (1833,  Новое Село, Австро-Венгрия — 10 ноября 1911, Львов, Австро-Венгрия) — австрийский и польский архитектор.

## Биография
Учился во львовской Технической академии 1855—1860 годах. С 1863 года работал в строительном департаменте Галицкого наместничества. С 1874 года в должности инженера. В 1878 году стал членом Политехнического общества во Львове. С 1892 г. — советник строительства в Наместничестве, с 1902 — старший советник. Руководил строительством ряда сооружений по проектам других архитекторов. Это в частности здание Галицкого наместничества (архитектор Феликс Ксенжарский), Народный Дом во Львове (архитектор Вильгельм Шмид). С 1886 года работал при восстановлении города Стрый, который пострадал от пожара. Член жюри конкурсов на проект костела святой Елизаветы во Львове (1903), дома Торгово-промышленной палаты во Львове (1907). Входил в состав архитектурной церковной комиссии Греко-католической церкви, которая действовала в 1905—1914 годах и занималась отбором проектов храмов и церковного убранства, организацией конкурсов.
Умер во Львове, похоронен на Лычаковском кладбище, поле № 75 1993 года именем Сильвестра Гавришкевича названа улица во Львове..

## Награды
- Рыцарский крест ордена Франца Иосифа (1885)[7]
- Орден Святого Сильвестра (1889),
- Орден Железной Короны III степени (1898)[8].

## Работы
- Реставрация колокольни церкви Святого Духа во Львове (1862).
- Перестройка жилого дома на улице Русской, 5 в Львове (1872).[9]
- Церковь Архангела Михаила в Бутине (1879)[10].
- Реставрация башни Корнякта (1880).
- Греко-католическая церковь Рождества Пресвятой Богородицы в Каменке-Бугской (1879—1882). По одной из версий первоначальный проект мог быть создан архитектором Г. Гарасимовичем и позже переделанный Гавришкевичем.[11]
- Церковь Положения Пояса Пресвятой Богородицы в селе Мацошин (1886).
- Церковь Положения Пояса Пресвятой Богородицы в селе Боброеды (1880—1882)[10].
- Церковь Рождества Пресвятой Богородицы в Лесной Каменце (1882)[10].
- Гавришкевич вероятно является автором проекта церкви и монастыря василианок на нынешний улицы Франко, 56 в Львове (1881—1884)[12]
- Реставрация митрополичьих палат при соборе святого Юра во Львове (1885).
- Здание гимназии № 4 им. Я. Длугоша на нынешний улице Профессорской, 1 (1889).
- Здание греко-католической семинарии на улицы Коперника, 36 и Дорошенко, 41 в Львове (1890). Сооружением занималась союз Людвика Балдвина-Рамулта и Юлиана Цыбульского.[13]
- Участие в реставрации и оформлении интерьера часовни святого Бенедикта (Дидушицких) львовского костел иезуитов 1893 под руководством Михала Ковальчука.[14]
- Проект и руководство строением Преображенской церкви во Львове на улице Краковской, 21 (1875—1898, использовано руины монастыря тринитариев).
- Церковь Успения Пресвятой Богородицы в Куликовке Жовковского района (1900, 1901, соавтор Михаил Голейко)[10].
- Восстановление церкви святого Николая в Сокале.
- Восстановление церкви святых Петра и Павла в Перемышле.
- Здание Главной почты на нынешний улицы Словацкого, 1. Проект несколько модифицированный в Вене архитектором Фридрихом Зетцом, сооружала союз Людвика Балдвина-Рамулта и Юлиана Цыбульского в 1887—1889 годах.[15]

## Память
- В честь Сильвестра Гавришкевича названа одна из улиц исторического центра Львова.